# 레미 제로
레미 제로(Remy Zero)는 미국의 록 밴드이다.